# 希玛利亚群

这张图展示了木星的不规则卫星。希玛利亚群位于图中下方。一个卫星在横轴上的位置表示它与木星的距离，纵轴则表示其轨道倾角。偏心率用黄色条表示，说明卫星与木星的最大和最小距离。圆圈表明一个卫星与其他卫星的相对大小。

希玛利亚群（英語：Himalia group）是木星的一群顺行不规则卫星，它们遵循着与希玛利亚（木卫六）相似的轨道并被认为有着共同的起源。
希玛利亚群的已知成员包括（按与木星的距离从近到远排列）：
| 名称                 | 直径（公里）      | 公转周期（天） |
| -------------------- | ----------------- | -------------- |
| 勒达（木卫十三）     | 21.5              | 241.33         |
| 希玛利亚（木卫六）   | 139.6 (150 × 120) | 248.47         |
| 厄耳萨（木卫七十一） | 3                 | 250.40         |
| 潘迪亚（木卫六十五） | 3                 | 251.77         |
| 伊拉拉（木卫七）     | 79.9              | 258.48         |
| 莱西萨（木卫十）     | 42.2              | 258.58         |
| 狄亚（木卫五十三）   | 4                 | 276.00         |

斯科特·谢泼德于2017年发现的另外两颗可能的卫星已很可能属于希玛利亚群，但由于太过微弱（视星等 >24）而无法被追踪和确认为卫星。
国际天文学联合会为该群中的卫星保留了以-a结尾的名称，以表明这些卫星是木星的顺行卫星。

## 特征和起源
希玛利亚群卫星的半长轴（与木星的距离在11.15到11.75Gm的范围之内，倾角在26.6°到28.3°之间，偏心率则在0.11到0.25之间，所有卫星皆为顺行。该群卫星在物理外观上很相似，所有卫星都显示出与C型小行星类似的中性颜色（色指数B-V = 0.66 和 V-R = 0.36）。鉴于轨道参数的离散程度有限以及光谱的一致性，希玛利亚群被认为有可能是主小行星带中一颗小行星解体后形成的。 母小行星的半径可能约为89km，仅比木卫六（希玛利亚）稍大，后者保留了大约87%的原始天体质量。这表明这颗小行星没有受到严重破坏。 
数值模似表明，在太阳系的生命周期中，顺行小行星群成员之间发生碰撞的概率很高（如木卫六与木卫七平均有1.5次碰撞）。此外，相同的模拟还显示顺行卫星和逆行卫星之间发生碰撞的概率也相对较高（例如木卫八和木卫六在45亿年内有27%的碰撞概率）。因此，有人提出该群可能是顺行和逆行卫星之间更近期、更复杂的碰撞历史的结果，而不是像加尔尼群和阿南刻群那样是由一次单一解体形成的。